# Il Faraglione
Il Faraglione (o Fariglione; Faragghioni in siciliano) è un'isola dell'Italia appartenente all'arcipelago delle isole Egadi, in Sicilia.
Quasi un grosso scoglio, amministrativamente appartiene a Favignana, comune italiano del libero consorzio comunale di Trapani.
Si trova nei pressi dell'isola di Levanzo.